# Johann Ludwig Frey

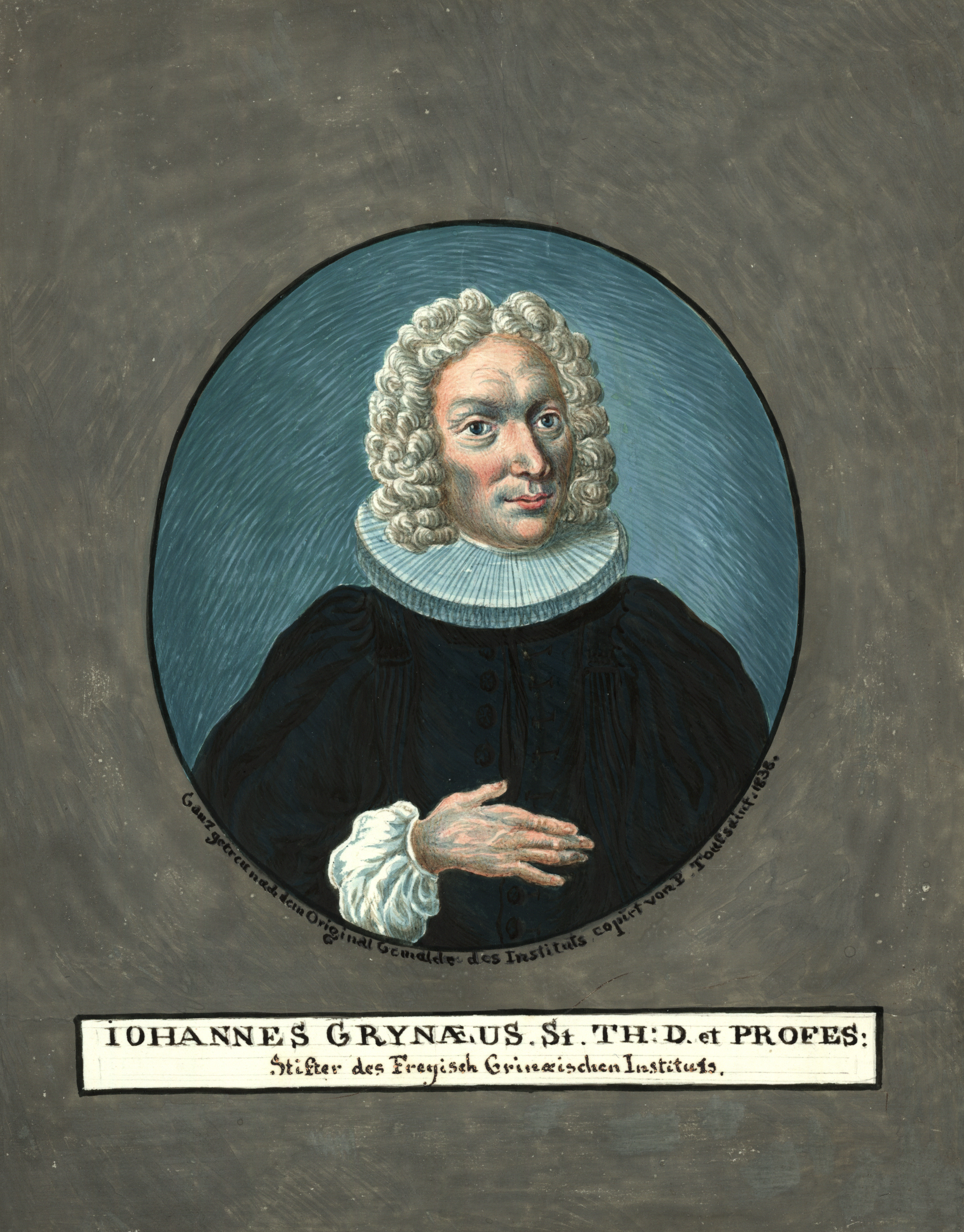
Aquarell von Peter Toussaint (1838), Kopie nach einem Gemälde im Frey-Grynäischen Institut; in der Legende zum Aquarell falsch als Johannes Grynaeus identifiziert

Johann Ludwig Frey (* 16. November 1682 in Basel; † 28. Februar 1759 ebenda; heimatberechtigt ebenda) war ein Schweizer reformierter Theologe und Historiker.
Frey studierte Theologie, unternahm eine Bildungsreise und war ab 1706 in an der Universität Basel als Dozent für Katechetik und orientalische Sprachen tätig. 1710/11 war er ausserdem Pfarrer in Kleinhüningen. 1711 wurde er als Nachfolger von Jakob Christoph Iselin, der auf die Professur für Dogmatik wechselte, auf den Lehrstuhl für Geschichte berufen. Ausserdem wurde er ausserordentlicher Professor der Theologischen Fakultät. 1737 wurde er Professor für Altes Testament. Sein Nachfolger auf dem Lehrstuhl für Geschichte wurde Jakob Christoph Beck.
Frey wurde nach dem Tod von Samuel Werenfels der wichtigste Vertreter der sogenannten «vernünftigen Orthodoxie», die einen Ausgleich zwischen der alten protestantischen Hochorthodoxie und dem neuen Geist der Aufklärung zu finden suchte.
Frey blieb zeit seines Lebens ledig. 1747 stiftete er in Erinnerung an seinen Kollegen Johannes Grynaeus das Frey-Grynaeische Institut, dessen Aufgabe die Förderung theologischer Forschung und Lehre ist.